# پالایشگاه بایوی
پالایشگاه بایوی(به انگلیسی: Bayway Refinery) پالایشگاهیست واقع در سواحل ایالت نیو جرسی آمریکا که متعلق به شرکت نفتی فیلیپس ۶۶ است.در این پالایشگاه نفت خام به مواد سوختی چون بنزین، گازوئیل و سوخت جت تبدیل می شود.همچنین واحد پتروشیمی پالایشگاه قادر به تولید مواد پتروشیمی از جمله مواد روان کننده و پلی پروپیلن است.این پالایشگاه برای حمل و نقل سریع محصولات به ترمینال کانتینر و سایت فرود هلی کوپتر مجهز است.